# Jakob Schwalb

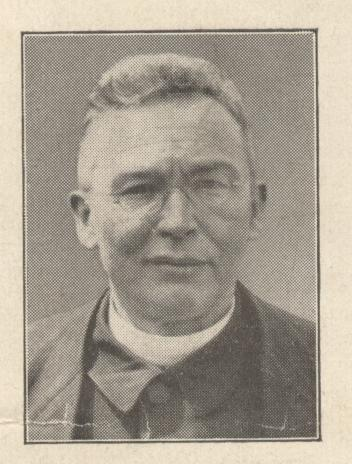
Pfarrer Jakob Schwalb

Jakob Schwalb (* 4. August 1872 in Hettenleidelheim, Pfalz; † 25. April 1934 in Mannheim) war ein katholischer Priester und Geistlicher Rat der Diözese Speyer. Als Verfolgter und Häftling des NS-Regimes wurde er psychisch und physisch misshandelt, woran er gut zehn Monate später verstarb.

## Leben

### Werdegang als Geistlicher

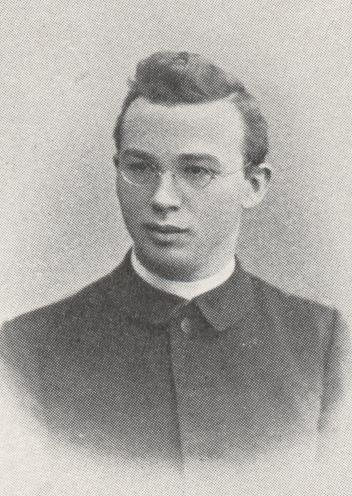
Pfarrer Jakob Schwalb, 1906

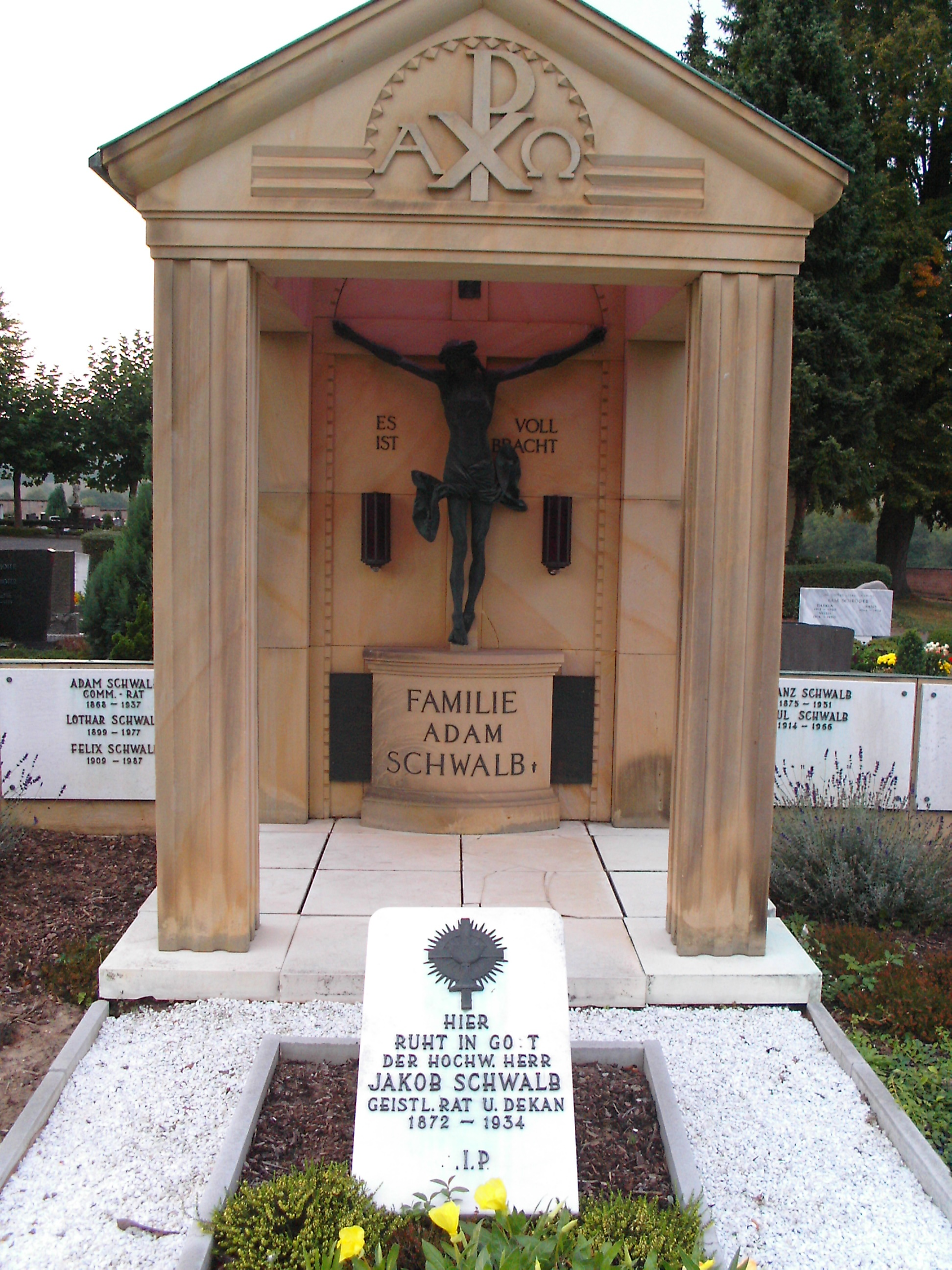
Grabstätte von Pfarrer Jakob Schwalb (Familiengrab der Fabrikanten), Friedhof Hettenleidelheim, 2009

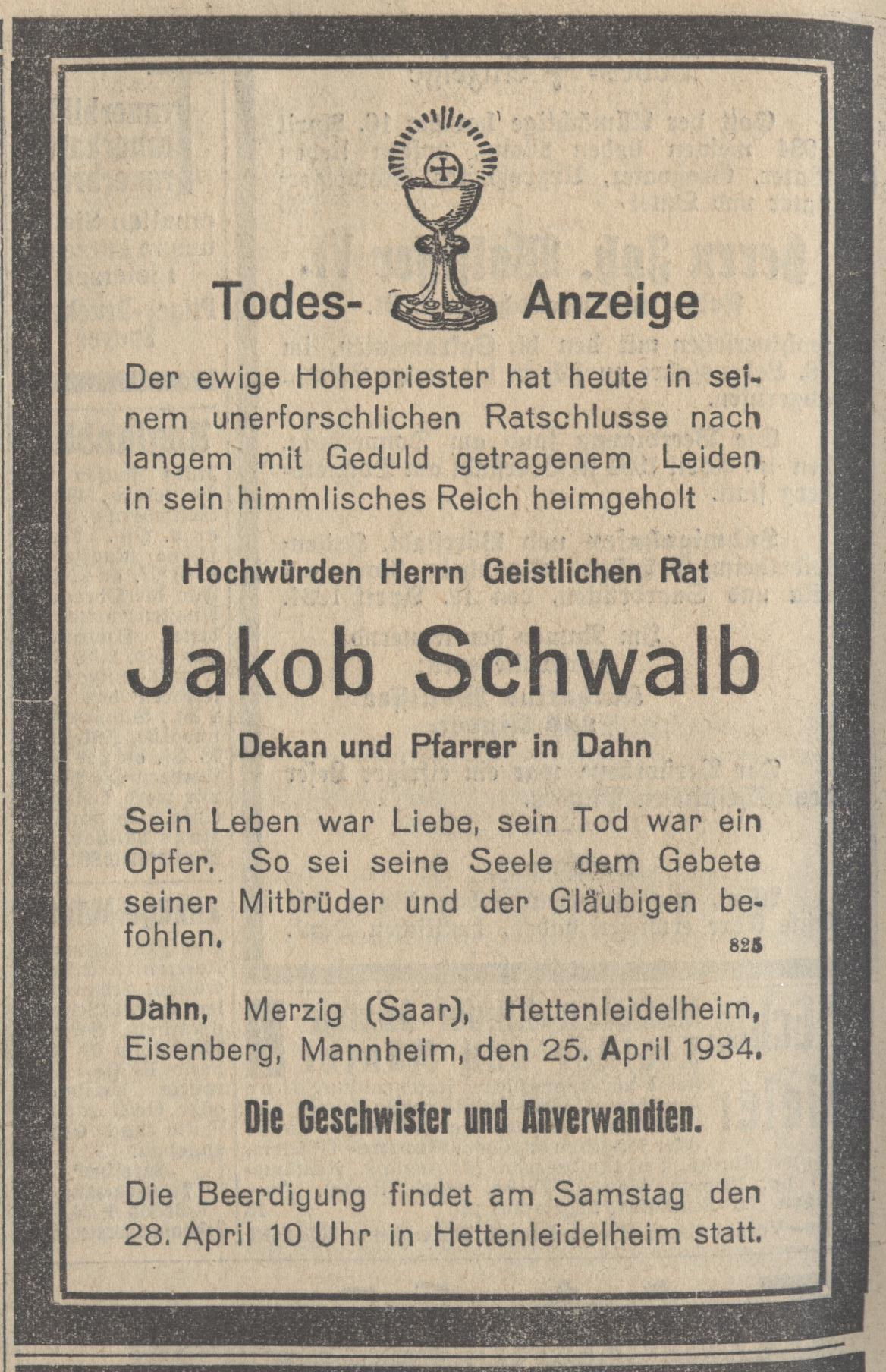
Pfarrer Schwalbs Todesanzeige mit dem versteckten Hinweis: „...sein Tod war ein Opfer.“

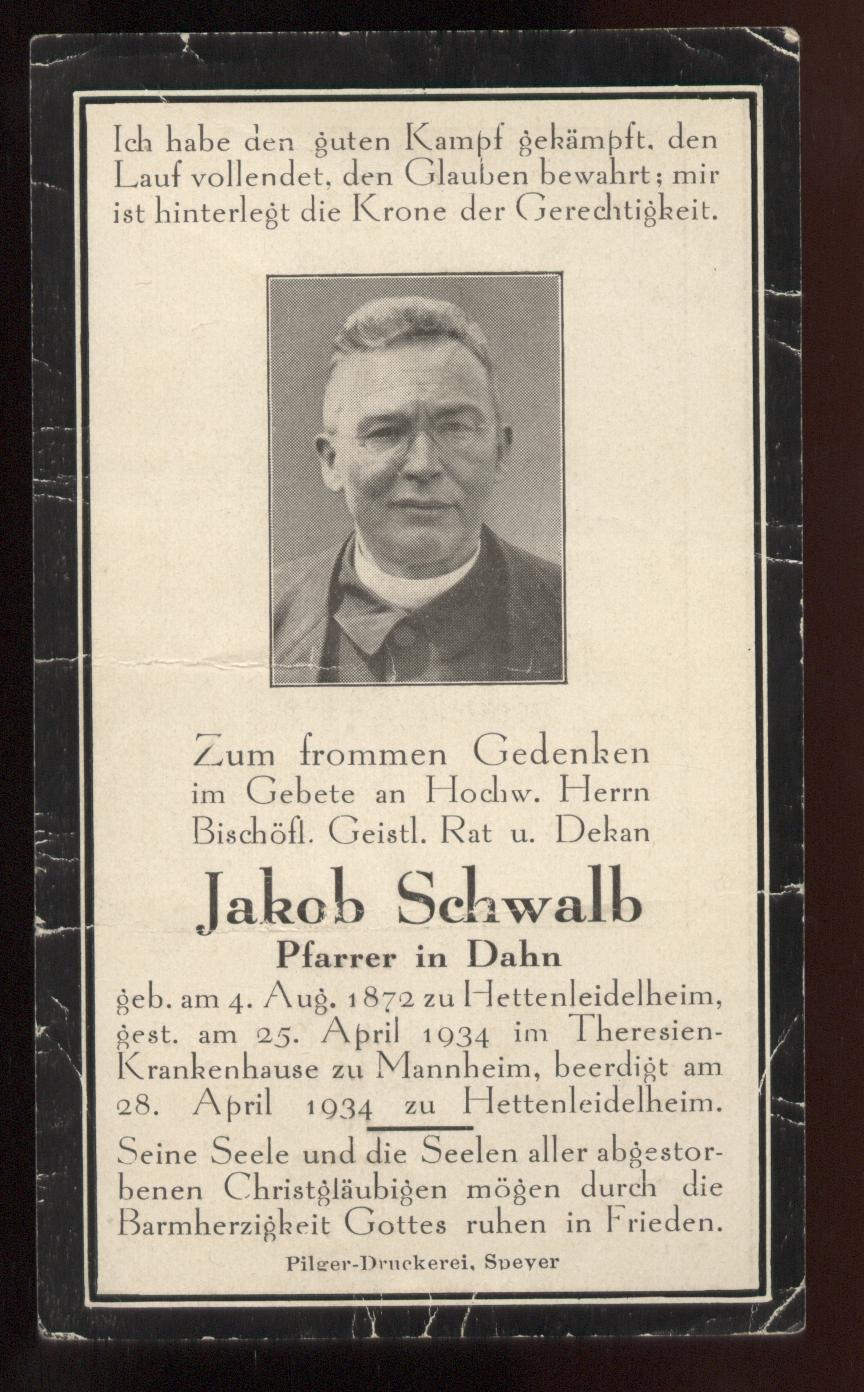
Sterbebildchen von Pfarrer Schwalb

Jakob Schwalb entstammt einer wohlhabenden und alteingesessenen Hettenleidelheimer Fabrikantenfamilie, welche die Pfälzische Tonwerke Hagenburger und Schwalb betrieb. Er besuchte die Lateinschule in Grünstadt, studierte u. a. in München und gehörte dort der katholischen Studentenverbindung „Alemannia“ an, die auch Papst Benedikt XVI. zu ihren Mitgliedern zählt. In der Festschrift zum 25. Gründungsjubiläum des Verbandes, ist Jakob Schwalb 1906 (mit Foto) als Student für die Jahre 1892 bis 1894 eingetragen, wobei er damals auch das Amt des Schatzmeisters bekleidete. Schwalb wurde am 22. August 1897 von Bischof Joseph Georg von Ehrler im Speyerer Dom zum Priester geweiht.
Fast sieben Jahre wirkte er als Kaplan in Arzheim und Bad Dürkheim, kurz hingegen nur in den Gemeinden Oberlustadt, Bliesmengen, Weyher und Landstuhl. Seine erste eigenständige Pfarrei erhielt Jakob Schwalb in Nünschweiler, wo er von 1908 bis 1912 wirkte. Am 1. Februar dieses Jahres ging er als Pfarrer in den Nordpfälzer Flecken Göllheim, wo er sehr aktiv war und für die gerade erst erbaute und geweihte Pfarrkirche eine Orgel anschaffen ließ. Pfarrer Schwalb erneuerte das Gemeindeleben, gründete 1914 den Elisabethenverein (Krankenpflege) und rief 1916 die Dillinger Franziskanerinnen ins Dorf, die dort bis 1953 wirkten. Für sie erwarb er ein Schwesternhaus und schaffte nach dem Ersten Weltkrieg Ersatzglocken für das vom Staat eingezogene Geläut an. Jakob Schwalb war von großer Herzensgüte und wegen seiner Hilfsbereitschaft allgemein beliebt und geachtet. Er wurde Dekan und bekam den Ehrentitel Geistlicher Rat.

### Opfer des Nationalsozialismus
Der aufkommende Nationalsozialismus fand allmählich in Göllheim, wo die Katholiken ohnehin in der Minderheit waren, eine starke Anhängerschaft. Das soziale und politische Klima im Ort vergiftete sich zusehends. Bereits vor der Machtübernahme machte Pfarrer Schwalb aus seiner Gegnerschaft zur nationalsozialistischen Ideologie keinen Hehl, sondern trat ihr mutig entgegen.
Man warf ihm seitens der Bevölkerung nun immer öfter „vaterlandsfeindliche Gesinnung“ vor, wie es im Pfarrgedenkbuch festgehalten ist. Mit dem frisch nach Göllheim versetzten Lehrer Hans Planck aus Kaiserslautern gründete der Priester eine „Jungschar“ für Buben.
Diese katholische Vereinsgründung versetzte die politischen Gegner in derartige Aufregung, dass sie bereits an Fronleichnam 1933 (15. Juni) wegen mitgeführter Vereinsfahnen starke Tumulte inszenierten, welche zur Abbrechung der Prozession führten. Die Agitation gegen Kirche und Pfarrer wurde immer schärfer und gipfelte schließlich im Pfarrhaussturm, nur wenige Tage später.
Am Abend des 23. Juni 1933, gegen 21:30 Uhr, rotteten sich – zum Teil vermummte – Gestalten vor dem Pfarrhaus zusammen und begannen es mit schweren Steinen zu bombardieren. Fast alle Fensterscheiben gingen davon zu Bruch. Dann fielen zahlreiche scharfe Schüsse; später wurden mindestens 30 Einschüsse gezählt. Man versuchte die Haustür einzuschlagen und sprengte sie schließlich mittels einer Detonation auf.
Die Menge drang ins Pfarrhaus ein, um den Pfarrer herauszuschleifen. Seine Schwester stellte sich den Eindringlingen entgegen und Jakob Schwalb verschanzte sich im zweiten Stock. Der herbeigerufene Bürgermeister versuchte die Menge zwar zu beruhigen, doch verhaftete er unter Mithilfe einiger der Gewalttäter den Priester mit der Erklärung, dass es nur zu seiner eigenen Sicherheit und zur Verhinderung weiterer Übergriffe geschehe. Tatsächlich schützte ihn der Bürgermeister vor öffentlichen Handgreiflichkeiten und wehrte persönlich alle derartigen Gewaltversuche ab. In dem verwüsteten Pfarrhaus wurde eine Wache hinterlassen und der Pfarrer zum Schwesternhaus abgeführt.
Dort hatte die fanatisierte Menge inzwischen ebenfalls zahlreiche Fenster (26 Fensterscheiben) eingeworfen und den im Haus wohnenden Lehrer verhaftet. Um 23:00 Uhr fuhr ein Lastwagen vor, der beide Häftlinge ins Gefängnis nach Kirchheimbolanden brachte. Als Pfarrer Schwalb das Fahrzeug bestieg, wurde ihm ein heftiger Schlag aus der Menge versetzt, der jedoch nicht richtig getroffen habe. Man verhöhnte ihn lautstark als „Vaterlandsverräter“, skandierte „Aufhängen“ und sang „Jetzt ist der Tag der Rache“.
Der Gefangenentransport fuhr um 23:30 Uhr los, man hatte dem Priester alles abgenommen, was er bei sich trug; lediglich das Brevier ließ man ihm auf seinen flehentlichen Wunsch hin als Gebetbuch. Beide Häftlinge wurden wie Verbrecher in Zellen gesperrt und offenbar auch körperlich misshandelt. Am Sonntag, den 26. Juni – also 3 Tage später – entließ man sie unter der Auflage nichts über die Vorgänge der Haft verlauten zu lassen und nichts in Wort und Schrift dagegen zu unternehmen.
Pfarrer Jakob Schwalb begab sich sofort in seine Heimat Hettenleidelheim und kehrte nie mehr nach Göllheim zurück.
Laut den Aussagen von Zeitzeugen war der ohnehin kränkliche Mann von nun an körperlich und psychisch gebrochen. Nach einer längeren Erholungskur im Schwarzwald versetzte man ihn mit Wirkung zum 1. September 1933 in die südpfälzische Pfarrei Dahn, am entgegengesetzten Ende des Bistums.
Er konnte seinen Dienst dort krankheitsbedingt kaum noch versehen. Wegen zunehmenden Beschwerden verbrachte man ihn nach wenigen Wochen ins Theresienkrankenhaus nach Mannheim, wo er bereits nach 2 Tagen, am 25. April 1934, ½ 10 Uhr morgens verstarb.
Todesmeldung und Todesanzeige wurden zeitnah in der Diözesanzeitung Der Pilger Nr. 17 vom 29. April 1934 publiziert. Dabei kündigte man einen Nachruf auf den Verstorbenen an, der allerdings entgegen allen sonstigen Gepflogenheiten erst vier Wochen später, am 27. Mai erschien (Pilger Nr. 21).
Dieser Nachruf ist nicht wie sonst von der Schriftleitung, sondern anonym „von einem seiner Kursgenossen“ abgefasst und enthält – offenbar aufgrund staatlicher Einwirkung – nur Andeutungen zur wahren Todesursache. Allerdings wies der Schreiber neben kurzer Erinnerung an die Ausschreitungen, die daraufhin erfolgte Schutzhaft und daraus resultierende „seelische Depressionen“, ganz ausdrücklich auf den Trauerspruch der Todesanzeige hin, der „wahr und vielsagend“ laute:  „Sein Leben war Liebe, sein Tod war ein Opfer.“ 
Pfarrer Jakob Schwalb ist in seinem Geburtsort Hettenleidelheim, im Familiengrab der Fabrikanten, beigesetzt.

### Gedenken
2009 wurde für den Bekennerpriester in Dahn, vor dem Anwesen Kirchgasse 1, dem von ihm zuletzt bewohnten Pfarrhaus, ein sogenannter „Stolperstein“ gesetzt. Damit soll für kommende Generationen die Erinnerung an ihn wachgehalten werden. Die Begründung dazu führt ausdrücklich aus, dass Pfarrer Jakob Schwalb bei seiner Haft schwer misshandelt wurde und einige Monate danach an den Folgen verstarb.